# 布萊爾斯敦 (密蘇里州)
布萊爾斯敦（英語：Blairstown）是位於美國密蘇里州亨利縣的城市。

## 人口
根據2020年美國人口普查的數據，布萊爾斯敦的面積為0.64平方千米，皆為陸地。當地共有人口95人，而人口密度為每平方千米148人。